# Ernesto Angiulli
Ernesto Angiulli (ur. 14 stycznia 1849 w Neapolu, zm. 11 maja 1918) – włoski duchowny katolicki, biskup pomocniczy archidiecezji Neapolu ze stolicą tytularną Augusta w latach 1894 – 1918.

## Życiorys
Święcenia kapłańskie otrzymał 24 sierpnia 1872 roku. 21 maja 1894 papież Leon XIII mianował go biskupem pomocniczym Neapolu ze stolicą tytularną Augusta. Sakrę biskupią otrzymał 3 lipca 1894 z rąk kard. Guglielmo Sanfelice d’Acquavilla. Zmarł w 1918 roku.